# F.P.J. Dahl
Frederik Peter Jacob Dahl ([født 5. august 1788 i Slangerup, død 16. januar 1864 i København) var en dansk sprogmand og lærer. Han var far til Frederik Dahl, B.T. Dahl og Hans Dahl.

## Uddannelse og karriere
Frederik Peter Jacob Dahl er født i Slangerup, hvor hans fader, den senere sognepræst til Skævinge og Gørløse Frederik Dahl (født 1749 død 1813), en søn af Hans Jørgen Dahl, dengang var residerende kapellan. Moderen var Anna Margrethe født Dahl, en præstedatter fra Asnæs.
Efter i fire år at have gået på Frederiksborg Skole dimitteredes han i 1804 til Københavns Universitet og tog i 1812 teologisk embedseksamen med udmærkelse ved denne prøve som ved alle de tidligere. Hans indholdsrige akademiske liv i København fandt sin afslutning ved, at han i 1816 overtog posten som konstitueret docent i filosofi ved universitetet i Christiania, men allerede næste sommer måtte han af helbredshensyn trække sig tilbage.
I 1818 kom han som overlærer tilbage til sin kære, gamle skole i Frederiksborg og virkede nu her indtil 1840, da han på grund af langvarig øjensvaghed måtte søge sin afsked.
1841 blev han som købstaddeputeret valgt til Østifternes Stænderforsamling, men ved salg af sin ejendom i Hillerød mistede han allerede året efter sit sæde.
Resten af sit liv henlevede han som privatmand i København. Han blev titulær professor i 1854.
I 1819 havde han ægtet Tønnesine Antoinette Langøe (født 1795 død 1864), datter af koffardikapitajn T.S. Langøe.

## Forfattervirksomhed
Dahl var en meget kundskabsrig mand, hjemme på mange af videnskabens områder, men som forfatter er det dog væsentlig ved sproglige arbejder, at han har sin betydning. Under sit ophold i Frederiksborg, hvor hans undervisning i modersmålet særlig fremhæves af hans berømte discipel Johan Nicolai Madvig, udgav han en klar og velordnet Oversigt af den danske Retskrivningslære (1823), af hvilken et enkelt afsnit optoges til mere udtømmende undersøgelse i en egen afhandling: Om Toneholdet i det danske Sprog, hvoraf dog kun begyndelsen (1. hæfte) udkom (1836).
Ligeledes i Frederiksborg optrådte han mod Torkil Badens supplement til Christian Molbechs Dansk Ordbog I-II med et par andre såkaldte Supplementer (1834-35), og striden med Torkil Baden, som han førte med stor slagfærdighed og kritisk dygtighed, affødte yderligere hans Aftvungne Bemærkninger til «Roma Danica» (1838). I København, hvor han 1844 -- atter til Forsvar for Christian Molbech -- havde et mindre Sammenstød med Israel Salomon Levin i anledning af den af det Holbergske Samfund påbegyndte udgave af Ludvig Holbergs komedier, er hans litterære virksomhed betegnet ved hans omhyggelige udgave af Peter Erasmus Müllers Dansk Synonymik (2. udgave 1853) og ved besørgelsen af et par udgaver af Ludvig Meyers Fremmedordbog, hvori han har nedlagt en ikke ringe kundskabsfylde, og som under hans (og senere hans sønners) hænder i stedse voksende grad er bleven en meget søgt og skattet håndbog.
Dahl er begravet på Assistens Kirkegård.

## Henvisning
- Dansk biografisk lexikon, bind IV Arkiveret 18. april 2012 hos  Wayback Machine